# لوورو بیزیاک
لوورو بیزیاک (اسلوونیایی: Lovro Bizjak؛ زادهٔ ۱۲ نوامبر ۱۹۹۳) بازیکن فوتبال اهل اسلوونی است که در پست مهاجم برای باشگاه فوتبال تسلیه در لیگ دسته اول فوتبال اسلوونی بازی می‌کند.

## عملکرد ملی
وی نخستین بازی خود برای تیم ملی فوتبال اسلوونی را به تاریخ اکتبر ۲۰۲۰ در چهارجوب رقابت‌های لیگ ملت‌های اروپا ۲۱–۲۰۲۰ مقابل مولداوی انجام داد؛ جایی که در دقیقه ۷۷ بازی به جای هاریس ووچکیچ وارد زمین شد.